# Franziska Ryser
Pour les articles homonymes, voir Ryser.
Franziska Ryser, née le 22 septembre 1991 à Saint-Gall (originaire de Bâle et de Niederönz), est une personnalité politique suisse, membre des Verts. Elle est députée du canton de Saint-Gall au Conseil national depuis décembre 2019.

## Biographie
Originaire de Bâle et de Niederönz, Franziska Ryser naît le 22 septembre 1991 à Saint-Gall, ville dans laquelle elle grandit. Après sa maturité de type B (latin), elle étudie le génie mécanique à l'École polytechnique fédérale de Zurich et travaille pendant ses études dans l'entreprise de fabrication de machines Kellenberger & Co SA à Saint-Gall et chez Bühler à Uzwil. Depuis la fin de ses études en 2016, elle travaille au Rehabilitation Engineering Lab de l'EPFZ tout en préparant son doctorat ; elle est également membre du conseil d'administration de RyserOptik SA, l'entreprise familiale.
Elle pratique la danse et le théâtre pendant son temps libre. Lors des sessions parlementaires à Berne, elle habite dans une colocation avec les conseillers nationaux PLR Andri Silberschmidt et UDC Mike Egger.

## Parcours politique
À 21 ans, soit en 2013, Franziska Ryser est élue au parlement de la ville de Saint-Gall. De 2013 à 2016, elle est membre de la commission de l’éducation, puis à partir de 2017 de celle de l'immobilier et de la construction. Elle préside en 2017 le parlement communal.
Elle est coprésidente des Verts de Saint-Gall et de ses environs depuis mai 2019.
En octobre 2019, elle est élue au Conseil national. Elle y est membre de la Commission de l'économie et des redevances (CER).
En juin 2020, elle est élue à l'un des six postes de vice-président des Verts Suisse.